# National Hockey League 1977/1978
National Hockey League 1977/1978 var den 61:a säsongen av NHL. 18 lag spelade 80 matcher i grundserien innan Stanley Cup inleddes den 11 april 1978. Stanley Cup vanns av Montreal Canadiens som tog sin 21:a titel, efter finalseger mot Boston Bruins med 4-2 i matcher.
Cleveland Barons gjorde sin sista säsong och slogs efter vissa turer ihop med Minnesota North Stars.
Frank J. Selke Trophy delas för första gången ut. Priset gå till den bästa defensiva anfallaren under säsongen och första vinnaren blev Bob Gainey som under säsongen spelade för Montreal Canadiens
Vinnare av Grundspelets poängliga blev Guy Lafleur som på sina 78 matcher fick ihop 132 poäng ( 60 mål + 72 assist)

## Grundserien

### Prince of Wales Conference

#### Adams Division
| Nr | Lag                 | S  | V  | O  | F  | GM  | IM  | MS   | P   |
| -- | ------------------- | -- | -- | -- | -- | --- | --- | ---- | --- |
| 1  | Boston Bruins       | 80 | 51 | 11 | 18 | 333 | 218 | +115 | 113 |
| 2  | Buffalo Sabres      | 80 | 44 | 17 | 19 | 288 | 215 | +73  | 105 |
| 3  | Toronto Maple Leafs | 80 | 41 | 10 | 29 | 271 | 237 | +34  | 92  |
| 4  | Cleveland Barons    | 80 | 22 | 13 | 45 | 230 | 325 | −95  | 57  |

#### Norris Division
| Nr | Lag                 | S  | V  | O  | F  | GM  | IM  | MS   | P   |
| -- | ------------------- | -- | -- | -- | -- | --- | --- | ---- | --- |
| 1  | Montreal Canadiens  | 80 | 59 | 10 | 11 | 359 | 183 | +176 | 128 |
| 2  | Detroit Red Wings   | 80 | 32 | 14 | 34 | 252 | 266 | −14  | 78  |
| 3  | Los Angeles Kings   | 80 | 31 | 15 | 34 | 243 | 245 | −2   | 77  |
| 4  | Pittsburgh Penguins | 80 | 25 | 18 | 37 | 524 | 321 | +203 | 68  |
| 5  | Washington Capitals | 80 | 17 | 14 | 49 | 195 | 321 | −126 | 48  |

### Clarence Campbell Conference

#### Patrick Division
| Nr | Lag                 | S  | V  | O  | F  | GM  | IM  | MS   | P   |
| -- | ------------------- | -- | -- | -- | -- | --- | --- | ---- | --- |
| 1  | New York Islanders  | 80 | 48 | 15 | 17 | 334 | 210 | +124 | 111 |
| 2  | Philadelphia Flyers | 80 | 45 | 15 | 20 | 296 | 200 | +96  | 105 |
| 3  | Atlanta Flames      | 80 | 34 | 19 | 27 | 274 | 252 | +22  | 87  |
| 4  | New York Rangers    | 80 | 30 | 13 | 37 | 279 | 280 | −1   | 73  |

#### Smythe Division
| Nr | Lag                   | S  | V  | O  | F  | GM  | IM  | MS   | P  |
| -- | --------------------- | -- | -- | -- | -- | --- | --- | ---- | -- |
| 1  | Chicago Black Hawks   | 80 | 32 | 19 | 29 | 230 | 220 | +10  | 83 |
| 2  | Colorado Rockies      | 80 | 19 | 21 | 40 | 257 | 305 | −48  | 59 |
| 3  | Vancouver Canucks     | 80 | 20 | 17 | 43 | 239 | 320 | −81  | 57 |
| 4  | St. Louis Blues       | 80 | 20 | 13 | 47 | 195 | 304 | −109 | 53 |
| 5  | Minnesota North Stars | 80 | 18 | 9  | 53 | 218 | 325 | −107 | 45 |

## Poängligan 1977/78
Not: SP = Spelade matcher, M = Mål, A = Assists, Pts = Poäng
| Spelare           | Lag                 | SM | M  | A  | Pts |
| ----------------- | ------------------- | -- | -- | -- | --- |
| Guy Lafleur       | Montreal Canadiens  | 78 | 60 | 72 | 132 |
| Bryan Trottier    | New York Islanders  | 77 | 46 | 77 | 123 |
| Darryl Sittler    | Toronto Maple Leafs | 80 | 45 | 72 | 117 |
| Jacques Lemaire   | Montreal Canadiens  | 76 | 36 | 61 | 97  |
| Denis Potvin      | New York Islanders  | 80 | 30 | 64 | 94  |
| Mike Bossy        | New York Islanders  | 73 | 53 | 38 | 91  |
| Terry O'Reilly    | Boston Bruins       | 77 | 29 | 61 | 90  |
| Gilbert Perreault | Buffalo Sabres      | 79 | 41 | 48 | 89  |
| Bobby Clarke      | Philadelphia Flyers | 71 | 21 | 68 | 89  |
| Lanny McDonald    | Toronto Maple Leafs | 74 | 47 | 40 | 87  |

## Slutspelet 1978
12 lag gör upp om Stanley Cup-bucklan, åttondelsfinalerna avgjordes i bäst av 3 matcher medan resten av matchserierna avgjordes det i bäst av sju matcher.
|  | Kvartsfinaler       | Kvartsfinaler       |                    |   | Semifinaler | Semifinaler |  |  | Final | Final |
|  |                     |                     |                    |   |             |             |  |  |       |       |
|  |                     |                     |                    |   |             |             |  |  |       |       |
|  |                     |                     |                    |   |             |             |  |  |       |       |
|  | Montreal Canadiens  | 4                   |                    |   |             |             |  |  |       |       |
|  | Montreal Canadiens  | 4                   |                    |   |             |             |  |  |       |       |
|  | Detroit Red Wings   | 1                   |                    |   |             |             |  |  |       |       |
|  | Detroit Red Wings   | 1                   | Montreal Canadiens | 4 |             |             |  |  |       |       |
|  |                     |                     | Montreal Canadiens | 4 |             |             |  |  |       |       |
|  |                     | Toronto Maple Leafs | 0                  |   |             |             |  |  |       |       |
|  | New York Islanders  | Toronto Maple Leafs | 0                  | 3 |             |             |  |  |       |       |
|  | New York Islanders  |                     |                    | 3 |             |             |  |  |       |       |
|  | Toronto Maple Leafs | 4                   |                    |   |             |             |  |  |       |       |
|  | Toronto Maple Leafs | 4                   | Montreal Canadiens | 4 |             |             |  |  |       |       |
|  |                     |                     | Montreal Canadiens | 4 |             |             |  |  |       |       |
|  |                     | Boston Bruins       | 2                  |   |             |             |  |  |       |       |
|  | Boston Bruins       | Boston Bruins       | 2                  | 4 |             |             |  |  |       |       |
|  | Boston Bruins       |                     |                    | 4 |             |             |  |  |       |       |
|  | Chicago Black Hawks | 0                   |                    |   |             |             |  |  |       |       |
|  | Chicago Black Hawks | 0                   | Boston Bruins      | 4 |             |             |  |  |       |       |
|  |                     |                     | Boston Bruins      | 4 |             |             |  |  |       |       |
|  |                     | Philadelphia Flyers | 1                  |   |             |             |  |  |       |       |
|  | Philadelphia Flyers | Philadelphia Flyers | 1                  | 4 |             |             |  |  |       |       |
|  | Philadelphia Flyers |                     |                    | 4 |             |             |  |  |       |       |
|  | Buffalo Sabres      | 1                   |                    |   |             |             |  |  |       |       |
|  | Buffalo Sabres      | 1                   |                    |   |             |             |  |  |       |       |

### Åttondelsfinal
Philadelphia Flyers vs. Colorado Rockies
Philadelphia Flyers vann åttondelsfinalserien med 2-0 i matcher
Buffalo Sabres vs. New York Rangers
Buffalo Sabres vann åttondelsfinalserien med 2-1 i matcher
Toronto Maple Leafs vs. Los Angeles Kings
Toronto Maple Leafs vann åttondelsfinalserien med 2-0 i matcher
Atlanta Flames vs. Detroit Red Wings
Detroit Red Wings vann åttondelsfinalserien med 2-0 i matcher

### Kvartsfinal
Montreal Canadiens vs. Detroit Red Wings
Montreal Canadiens vann kvartsfinalserien med 4-1 i matcher
Boston Bruins vs. Chicago Black Hawks
Boston Bruins vann kvartsfinalserien med 4-0 i matcher
New York Islanders vs. Toronto Maple Leafs
Toronto Maple Leafs vann kvartsfinalserien med 4-3 i matcher
Philadelphia Flyers vs. Buffalo Sabres
Philadelphia Flyers vann kvartsfinalserien med 4-1 i matcher

### Semifinal
Montreal Canadiens vs. Toronto Maple Leafs
Montreal Canadiens vann semifinalserien med 4-0 i matcher
Boston Bruins vs. Philadelphia Flyers
Boston Bruins vann semifinalserien med 4-1 i matcher

## Stanley Cup-final
Montreal Canadiens vs. Boston Bruins
Montreal Canadiens vann serien med 4-2 i matcher

## NHL awards
| 1977–78 NHL awards              | 1977–78 NHL awards                                               |
| ------------------------------- | ---------------------------------------------------------------- |
| Prince of Wales Trophy:         | Montreal Canadiens                                               |
| Clarence S. Campbell Bowl:      | New York Islanders                                               |
| Art Ross Memorial Trophy:       | Guy Lafleur, Montreal Canadiens                                  |
| Bill Masterton Memorial Trophy: | Butch Goring, Los Angeles Kings                                  |
| Calder Memorial Trophy:         | Mike Bossy, New York Islanders                                   |
| Conn Smythe Trophy:             | Larry Robinson, Montreal Canadiens                               |
| Frank J. Selke Trophy:          | Bob Gainey, Montreal Canadiens                                   |
| Hart Memorial Trophy:           | Guy Lafleur, Montreal Canadiens                                  |
| Jack Adams Award:               | Bobby Kromm, Detroit Red Wings                                   |
| James Norris Memorial Trophy:   | Denis Potvin, New York Islanders                                 |
| Lady Byng Memorial Trophy:      | Butch Goring, Los Angeles Kings                                  |
| Lester B. Pearson Award:        | Guy Lafleur, Montreal Canadiens                                  |
| NHL Plus/Minus Award:           | Guy Lafleur, Montreal Canadiens                                  |
| Vezina Trophy:                  | Ken Dryden & Michel Larocque, Montreal Canadiens                 |
| Lester Patrick Trophy:          | Phil Esposito, Tom Fitzgerald, William T. Tutt, William W. Wirtz |

## All-Star
| Första laget                       | Position | Andra laget                         |
| ---------------------------------- | -------- | ----------------------------------- |
| Ken Dryden, Montreal Canadiens     | M        | Don Edwards, Buffalo Sabres         |
| Denis Potvin, New York Islanders   | B        | Larry Robinson, Montreal Canadiens  |
| Brad Park, Boston Bruins           | B        | Börje Salming, Toronto Maple Leafs  |
| Bryan Trottier, New York Islanders | C        | Darryl Sittler, Toronto Maple Leafs |
| Guy Lafleur, Montreal Canadiens    | HF       | Mike Bossy, New York Islanders      |
| Clark Gillies, New York Islanders  | VF       | Steve Shutt, Montreal Canadiens     |